# Stephen Cafiero
Stephen Cafiero (* 1920; † 2000) war ein französischer Tischtennisspieler. Er wurde bei der Weltmeisterschaft 1955 Dritter.
Cafiero gewann dreimal die französischen Meisterschaften im Doppel (1954, 1955, 1960) und einmal im Mixed. Zwischen 1951 und 1959 nahm er siebenmal an Weltmeisterschaften teil. Am erfolgreichsten war der dritte Platz im Einzel 1955. Auch bei der ersten Europameisterschaft 1958 war er vertreten.

## Turnierergebnisse
| Verband | Veranstaltung     | Jahr | Ort       | Land | Einzel     | Doppel        | Mixed        | Team |
| ------- | ----------------- | ---- | --------- | ---- | ---------- | ------------- | ------------ | ---- |
| FRA     | Weltmeisterschaft | 1959 | Dortmund  | FRG  | letzte 256 | letzte 32     | letzte 128   |      |
| FRA     | Weltmeisterschaft | 1957 | Stockholm | SWE  | letzte 64  | letzte 64     | letzte 32    | 23   |
| FRA     | Weltmeisterschaft | 1955 | Utrecht   | NED  | Halbfinale | Viertelfinale | keine Teiln. | 5    |
| FRA     | Weltmeisterschaft | 1954 | Wembley   | ENG  | letzte 128 | letzte 128    | letzte 64    |      |
| FRA     | Weltmeisterschaft | 1953 | Bukarest  | ROU  | letzte 128 | letzte 64     | keine Teiln. |      |
| FRA     | Weltmeisterschaft | 1952 | Bombay    | IND  | letzte 32  | letzte 16     | keine Teiln. |      |
| FRA     | Weltmeisterschaft | 1951 | Wien      | AUT  | letzte 32  | letzte 64     | letzte 64    |      |